# Baeotherates
Baeotherates es un género extinto de captorrínido del Pérmico Inferior que vivió en Oklahoma, en Estados Unidos.

## Descripción
Baeotherates es conocido a partir del holotipo OMNH 55758, una mandíbula derecha (dentario). Fue recolectada de la Cantera de Caliza Dolese Brothers de Richard's Spur en el Condado de Comanche (Oklahoma), en la Formación Garber del Grupo Sumner, la cual data de mediados del Sakmariense a principios del Pérmico, hace unos 289 ± 0.68 millones de años.

## Etimología
Baeotherates fue nombrado originalmente por W. J. May y Richard L. Cifelli en 1998 y la especie tipo es Baeotherates fortsillensis. El nombre del género significa "cazador pequeño". El nombre de la especie se debe a la base militar de Fort Sill cercana a la localidad tipo.